# Waldalen
Waldalen (zm. ok. 680) – opat klasztoru w Bèze.
Najstarszy syn Amalgariusza, księcia Burgundów. Wychowywał się w opactwie Luxeuil pod okiem Kolumbana. Przebywał w klasztorze także za czasów kolejnego opata, Eustazjusza. Około 630 został przez Eustazjusza wysłany do Bèze, gdzie stanął na czele nowo założonego opactwa.
Wspominany był w dniu 15 maja.